# Mehmet Yılmaz
Mehmet Yılmaz (Of, 22 maggio 1979) è un allenatore di calcio ed ex calciatore turco, di ruolo attaccante.

## Carriera

### Giocatore

#### Club
Ha giocato nella prima divisione turca.

#### Nazionale
Nel 2004 ha giocato una partita nella nazionale turca.

### Allenatore
Nella stagione 2017-2018 ha lavorato come vice al Trabzonspor, nella prima divisione turca.

## Palmarès

### Giocatore

#### Competizioni nazionali
- Coppa di Turchia: 2

Trabzonspor: 2002-2003, 2003-2004

## Statistiche

### Cronologia presenze e reti in nazionale
| Cronologia completa delle presenze e delle reti in nazionale ― Turchia | Cronologia completa delle presenze e delle reti in nazionale ― Turchia | Cronologia completa delle presenze e delle reti in nazionale ― Turchia | Cronologia completa delle presenze e delle reti in nazionale ― Turchia | Cronologia completa delle presenze e delle reti in nazionale ― Turchia | Cronologia completa delle presenze e delle reti in nazionale ― Turchia | Cronologia completa delle presenze e delle reti in nazionale ― Turchia | Cronologia completa delle presenze e delle reti in nazionale ― Turchia |
| Data                                                                   | Città                                                                  | In casa                                                                | Risultato                                                              | Ospiti                                                                 | Competizione                                                           | Reti                                                                   | Note                                                                   |
| ---------------------------------------------------------------------- | ---------------------------------------------------------------------- | ---------------------------------------------------------------------- | ---------------------------------------------------------------------- | ---------------------------------------------------------------------- | ---------------------------------------------------------------------- | ---------------------------------------------------------------------- | ---------------------------------------------------------------------- |
| 2-6-2004                                                               | Seul                                                                   | Corea del Sud                                                          | 0 – 1                                                                  | Turchia                                                                | Amichevole                                                             | -                                                                      | 46’                                                                    |
| Totale                                                                 |                                                                        | Presenze                                                               | 1                                                                      |                                                                        | Reti                                                                   | 0                                                                      |                                                                        |